# Cuviera wernhamii
Cuviera wernhamii är en måreväxtart som beskrevs av Martin Roy Cheek. Cuviera wernhamii ingår i släktet Cuviera och familjen måreväxter. Inga underarter finns listade i Catalogue of Life.